# Klinik Kompetenz Bayern
Die Klinik Kompetenz Bayern eG (KKB) ist ein Zusammenschluss von 25 Krankenhäusern aus dem Nordbayerischen Raum. Sie wurde am 20. Januar 2011 im Alten Rathaus in Weißenburg in Bayern als eingetragene Genossenschaft gegründet.

## Ziele
Ziel der KKB ist es kommunale und freigemeinnützige Kliniken in Bayern effektiv zu vernetzen, um den Erhalt der Häuser in der jeweiligen Trägerschaft dauerhaft zu sichern, aber auch um die medizinische Versorgung weiterhin in hoher Qualität aufrechtzuerhalten. Gleichzeitig sollen die einzelnen Mitglieder mit einer gemeinsamen Stimme sich besseres Gehör in der Politik verschaffen, aber auch gegenüber den Kostenträger im Gesundheitswesen (Krankenkassen), den Anbietern von Medizinprodukten und Dienstleistern im Gesundheitswesen und den größeren Mitbewerbern im Gesundheitswesen (Krankenhauskonzernen). Hierzu wurden innerhalb der KKB verschiedene Arbeitskreise und Foren innerhalb der Genossenschaft gegründet, die nicht nur den Kommunikations- und Wissensaustausch innerhalb der Genossenschaft sicherstellen, sondern auch den praktischen Mehrwert schaffen, z. B. durch einen Einkaufsverbund, Austausch und Weiterqualifizierung von Fachkräften sowie den gemeinsamen Marketingauftritt weiter über das eigenen Wirken einzelner Mitglieder. Gleichzeitig nutzt die Genossenschaft das Netzwerk um gemeinsame Positionen gegenüber der Politik zu vertreten, wie z. B. eine bessere Krankenhausfinanzierung und die Gewährleistung der öffentlichen Gesundheitsfürsorge vs. den privaten Profitinteressen einzelner privater Konzerne im Gesundheitswesen.

## Organe
Die Klinik-Kompetenz-Bayern eG verfügt über einen Vorstand und einen Aufsichtsrat. Im Mai 2021 wurde auf der Generalversammlung der Aufsichtsrat, bestehend aus sieben Mitgliedern, neu gewählt. Neuer Vorsitzender ist Jürgen Winter, Vorstand des Leopoldina-Krankenhauses in Schweinfurt. Zu seiner Vertretung wurde Dagmar Reich gewählt, Geschäftsführerin der Goldberg Klinik in Kelheim. Winter löste Peter Krappmann, Vorstand des Klinikum Fürths ab, der aus Altersgründen nicht mehr zur Wahl antrat. Auch der Vorstand änderte sich im Jahr 2021. Bereits im Januar 2021 wurde der neue Vorstand gewählt. Nach zehn Jahren kandidierte der Gründungsvorstandsvorsitzende Alexander Schraml von dem Kommunalunternehmen des Landkreises Würzburg ebenfalls nicht mehr und übergab das Amt an den Diplom-Kaufmann Martin Stapper, Krankenhausdirektor des Krankenhauses St. Josef Schweinfurt und die Theresienklinik Würzburg. Weitere Vorstandsmitglieder sind  Rederer (Krankenhausdirektor der Kreisklinik Wörth an der Donau) sowie Manfred Wendl (Vorstand Klinikum Amberg).

## Mitglieder
Insgesamt sind 64 Kliniken von 33 Trägern mit insgesamt 13.795 Betten in Bayern Mitglied der KKB (Stand 2023). Die KKB-Mitglieder versorgen nach eigenen Angaben somit jährlich 1,48 Mio. Patienten mit rund 41.503 Beschäftigten und 2.828 Auszubildende. Der Jahresumsatz aller KKB-Mitglieder beträgt 2,879 Mrd. Euro bei einem Klinikbudget von rund 1,981 Mrd. Euro. Zu den größten Mitgliedshäusern gehören das Klinikum Nordoberpfalz, das Klinikum Fürth, das Klinikum Passau, das Klinikum St. Marien Amberg und das Leopoldina-Krankenhaus Schweinfurt.